# Preston (East Riding of Yorkshire)
Preston – wieś w Anglii, w hrabstwie East Riding of Yorkshire. Leży 10 km na wschód od miasta Hull i 250 km na północ od Londynu. W 2001 miejscowość liczyła 3100 mieszkańców.